# بیلی ایر
بیلی ایر (انگلیسی: Belle Air) شرکت هواپیمایی آلبانیایی است، که در سال ۲۰۰۵ تأسیس شد.